# Lijst van beelden in De Ronde Venen
Dit is een chronologische lijst van beelden in De Ronde Venen. Onder een beeld wordt hier verstaan elk driedimensionaal kunstwerk in de openbare ruimte van de Nederlandse gemeente De Ronde Venen, waarbij beeld wordt gebruikt als verzamelbegrip voor sculpturen, standbeelden, installaties, gedenktekens en overige beeldhouwwerken.

## De Ronde Venen
| Geplaatst | Omschrijving                                     | Kunstenaar                                 | Straat                                          | Plaats                 | Materiaal | Afbeelding |
| --------- | ------------------------------------------------ | ------------------------------------------ | ----------------------------------------------- | ---------------------- | --------- | ---------- |
|           | Gevelsteen Legende St. Antonius                  |                                            | Oostzijde 33 (school)                           | De Hoef                |           |            |
|           | Geveldecoratie “Vier Evangelisten”               |                                            | Raadhuislaan 6                                  | Mijdrecht              |           |            |
|           | Hoeksteen “Visser”                               |                                            | Raadhuislaan 15                                 | Mijdrecht              |           |            |
|           | Vrouw met korenaren                              | Jos Pirkner                                | Hoogstraat 38a                                  | Abcoude                |           |            |
|           | Gevelfragment in Amsterdamse Schoolstijl         | waarschijnlijk van Willem Coenraad Brouwer | Burgemeester Van Baaklaan 15                    | Wilnis                 |           |            |
| 1939/64   | Prinses Irenebank                                |                                            | Stationsweg / Kon. Julianastraat                | Wilnis                 |           |            |
| 1944      | Herdenking fusillade Koop Peters                 |                                            | S.C Johnson Europlant N201                      | Mijdrecht              |           |            |
| 1945      | Monument 1940-1945                               | J.F. Vermeulen                             | Dorpsstraat bij 75                              | Mijdrecht              |           |            |
| 1948      | Oorlogsmonument Vinkeveen                        | Cephas Stauthamer                          | Herenweg bij 23 / Heulweg                       | Vinkeveen              |           |            |
| 1952      | Gevelsteen “De samenwerking”                     |                                            | Wilhelminalaan 7-9                              | Mijdrecht              |           |            |
| 1959      | Stieren                                          | Adriaan van der Weijden                    | Groenlandsekade 5                               | Vinkeveen              |           |            |
| 1960 ca   | Gevelkeramiek Hoorn des Overvloeds               | Joop Puntman                               | Veenlanden College, Dukaton/Malachiet.          | Mijdrecht              |           |            |
| 1962      | Lam Gods                                         | Frans Fritschy                             | Raadhuislaan / Julianalaan                      | Mijdrecht              |           |            |
| 1970      | Gevelkeramiek Daltonschool De Windroos           | Henk Tieman                                | Proostdijstraat 35                              | Mijdrecht              |           |            |
| 1972      | Geveldecoratie                                   | Antoon Heijn                               | Herenweg 3-5                                    | Wilnis                 |           |            |
| 1972      | Gevelobjecten Hoflandscholencomplex (verwijderd) | Piet Schoenmakers                          | Dokter van den Berglaan                         | Mijdrecht              |           |            |
| 1972/2004 | Wanddecoratie                                    | Antoon Heijn                               | Willestee, Pieter Joostenlaan 24                | Wilnis                 |           |            |
| 1975      | Keramische wanddecoratie De Springbok            | Piet Schoenmakers                          | Oostzijde 61a                                   | De Hoef                |           |            |
| 1979      | Duikvlucht                                       | Theresia van der Pant                      | Achter de Kerken t.o. 161                       | Abcoude                |           |            |
| 1981      | De Turfsteker                                    | Pieter de Monchy                           | Kloosterplein bij Herenweg 109                  | Vinkeveen              |           |            |
| 1983      | Levensvreugd                                     | Nic Jonk                                   | Croonstadtlaan 111, gemeentehs                  | Mijdrecht              |           |            |
| 1984      | Schone Baadster                                  | Gozen Doorn                                | Burgemeester Des Tombeweg                       | Abcoude                |           |            |
| 1984      | Trekvogels                                       | Frans van der Veld                         | Karekiet 49 (school)                            | Mijdrecht              |           |            |
| 1986      | Verzetsmonument Wilnis                           | A. van Vliet                               | Raadhuisstraat 1                                | Wilnis                 |           |            |
| 1990      | Twee Elementen                                   | Frans en Marja de Boer Lichtveld           | Viergang (entree wijk)                          | Mijdrecht              |           |            |
| 1990/2017 | Paard                                            | Jack de Rijk                               | Watergang / Veenweg bij 158d                    | Mijdrecht              |           |            |
| 1991      | Op een bankje                                    | Thijl Wijdeveld                            | Broekzijdselaan / Fluitekruid                   | Abcoude                |           |            |
| 1993      | Balinese loopeenden                              | Barbara de Clercq                          | Heinkuitenstraat                                | Abcoude                |           |            |
| 1993      | Beer                                             | Karin Beek                                 | Van Voorthuijsenhof                             | Abcoude                |           |            |
| 1993      | Zonder titel                                     | Marte Röling                               | Communicatieweg 1 / Veenweg                     | Mijdrecht              |           |            |
| 1994      | Vlucht                                           | Hein Kocken                                | Koppeldijk / Burg. Des Tombeweg / Raadhuisplein | Abcoude                |           |            |
| 1994      | Actie 70 (spelende kinderen)                     | Gerrit Langedijk                           | Passage                                         | Mijdrecht              |           |            |
| 1994      | Versmelting                                      | Jackie Bouw                                | Raadhuisplein                                   | Mijdrecht              |           |            |
| 1995      | Stream of consciousness                          | Loes Heebink & Schwarzberg                 | Diamant 9 (school)                              | Mijdrecht              |           |            |
| 1995      | Twee elementen                                   | Pjotr Müller                               | Enschedeweg (begraafplaats)                     | Wilnis                 |           |            |
| 1995-2007 | Drie Gedenktafels                                | Arnoud Beerends                            | Raadhuisplein                                   | Mijdrecht              |           |            |
| 1998      | Twee drijvende vormen                            | Kees Wevers                                | Plevierenlaan, Zwanenpark                       | Vinkeveen              |           |            |
| 2000      | Bokaal                                           | Gerard Hali                                | Groot Mijdrechtstraat 11                        | Mijdrecht              |           |            |
| 2001-2008 | Monument wassende en wijkende water              | Adriaan Nette                              | Heemraadsingel bij 47                           | Mijdrecht              |           |            |
| 2002      | De Ontmoeting                                    | Jenneke van Wijngaarden                    | Stationsweg 9 / Julianastraat                   | Wilnis                 |           |            |
| 2003      | Geborgenheid                                     | Corry Ammerlaan                            | Kamgras 2 (tuin)                                | Wilnis                 |           |            |
| 2003      | Monument Canadese militairen                     | Edwin Merks                                | Stationsstraat bij 15                           | Wilnis                 |           |            |
| 2005      | Act of mercy                                     | Tineke Smith                               | Bonkestekersweg 1 (school)                      | Vinkeveen              |           |            |
| 2006      | San Pedro                                        | Lino Hellings                              | Veenweg (rotonde)                               | Wilnis                 |           |            |
| 2006      | Station 2006                                     | Frank Bezemer                              | Enschedeweg (parkeerplaats Begraafplaats)       | Wilnis                 |           |            |
| 2007      | Monument Levenslicht                             | Marco Fronik                               | Driehuisplein 2 (kerkhof)                       | Mijdrecht              |           |            |
| 2008      | Inrichtingselementen Wickelhofpark               | Rudy Luijters & Onno Dirker                | Wickelhofpark                                   | Mijdrecht              |           |            |
| 2009      | Water aan het woord                              | Elspeth Pikaar & Ikonomopoulou             | Rindijk                                         | Wilnis                 |           |            |
| 2009      | Watervlucht                                      | Jeannette de Baat                          | Hoofdweg / Midrethstraat                        | Mijdrecht              |           |            |
| 2009      | De Slokop                                        | Arjen Lancel                               | Veenweg / Mijdrechtse dwarsweg                  | Mijdrecht              |           |            |
| 2009      | Platforms Marickenland (fase 1)                  | Jan Konings                                | Vinkeveen-Wilnis Marickenland                   | Wilnis                 |           |            |
| 2009      | Olympia wedijveren met de goden)                 | Titus Nolte & TN Studio                    | Hoofdweg 85-1, sporthal De Phoenix              | Mijdrecht              |           |            |
| 2009      | Re-peat (is vergaan)                             | Jay Bakker                                 | Wilnis Marickenland                             | Wilnis                 |           |            |
| 2010      | Jive Baby Jive                                   | Dedden & Keizer                            | Veenweg/ Ontspanningsweg 1                      | Mijdrecht              |           |            |
| 2012-2018 | Damhekken                                        | René Knip                                  | ca. 150 locaties                                | Groot Wilnis-Vinkeveen |           |            |
| 2014      | De verbondenheid van acht kernen                 | Jan van Schalkwijk                         | Rondweg / Industrieweg                          | Mijdrecht              |           |            |
| 2016      | Gevelobject “Verbinden”                          | Lolke van der Bij                          | Herenweg 182a                                   | Wilnis                 |           |            |
| 2018      | Gedenkboom                                       | José Visser                                | Enschedeweg (begraafplaats)                     | Wilnis                 |           |            |
| 2018      | Gedenkzuilen WO II                               | Bart van Tol / Brouwer Sign bv Mijdrecht   | Op zes locaties                                 | De Ronde Venen         |           |            |
| 2019      | Wuivend riet en deinende sloepjes                | Loes Heebink                               | Voorbancken & bij Centaur 8 (tafel)             | Vinkeveen              |           |            |
| 2020      | Johannes de Doperbeeld                           | Romee Kanis                                | Janskerkplein                                   | Mijdrecht              |           |            |